# Gardeny (comanda templera)
Gardeny va ser una comanda de l'Orde del Temple fundada l'any 1156, que tenia com a seu el turó del mateix nom, a ponent de la ciutat de Lleida. Aquest espai va ser cedit per Ramon Berenguer IV als Templers en agraïment a l'ajuda rebuda en la conquesta de la ciutat de Lleida. I allà van situar la seva comanda i van construir el Castell de Gardeny.
La primera notícia sobre els templers a Gardeny és de 1152 amb la presència del mestre provincial fra Pere de Rovira i del que seria el primer comanador, l'any 1156, fra Pere de Cartellà, un dels principals artífexs de l'èxit del setge de la ciutat.
En poc temps aquesta comanda va ser molt pròspera i per millorar la seva administració es van crear dues comandes més, la Comanda de Barbens i la Comanda de Corbins.
En el cas de la comanda de Barbens aquesta es va iniciar durant l'any 1166 i dos anys després, l'any 1168, fou declarada independent i el primer comanador va ser Ramon de Barrufell, antic senyor del castell de Barbens.
L'Orde del Temple fou suprimit l'any 1314 pel papa Climent V. Aleshores, com la major part de béns del Temple, la Casa de Gardeny va passar a formar part de l'Orde de Sant Joan de Jerusalem, d'antuvi del priorat de la Castellania d'Amposta; més endavant, en dividir-se aquest en dos priorats, Gardeny formaria part del Gran Priorat de Catalunya.

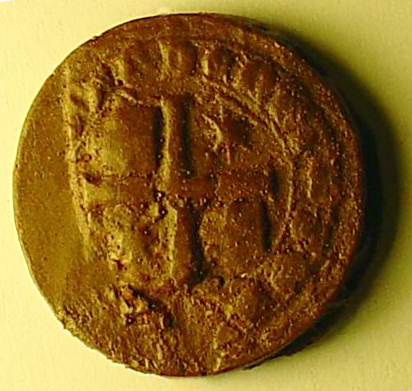
Segell de la comanda templera de Gardeny, emprat el 1308, durant el setge de Montsó, per Arnau de Banyuls, darrer comanador templer de Gardeny.

Gardeny és un turó a ponent de la ciutat de Lleida, vora el camí d'Aragó i sobre el riu Segre. El castell o torre, que de temps immemorial s'aixecava al seu cim, havia tingut un paper estratègic molt important per a la ciutat, i el seu control havia estat fonamental al llarg de la història tant per a defensar-la com per a prendre-la. És evident, doncs, que es tractava d'un dels indrets més importants.

## Història
En l'estratègia conqueridora de les marques de migdia i ponent planejada a Girona l'any 1143 (on entre altres coses, es decidí la participació del Temple en la conquesta), Lleida –ciutat fortificada sobre el Segre– fou el segon gran objectiu. La conquesta, inscrita en un pla estratègic que suposà la presa simultània de Fraga i Mequinensa, va tenir lloc l'octubre de 1149. En la campanya, endegada principalment per Ramon Berenguer IV de Barcelona i Ermengol VI d'Urgell, hi participaren, doncs, entre altres senyors, els cavallers del Temple. De resultes també d'aquells pactes de Girona, Lleida amb els seus termes esdevingué senyorejada per ambdós comtes: el de Barcelona com a sobirà eminent, i el d'Urgell com a feudatari seu. En el repartiment de la propietat dominical va correspondre al comte Ermengol la tercera part de la ciutat i al comte Ramon Berenguer els altres dos terços. A l'Orde del Temple, per haver participat en la campanya, li va correspondre la cinquena part de la totalitat del territori conquerit, tal com s'havia pactat a Girona.Després de la conquesta de Lleida, les terres del Segre foren defensades principalment des de la fortalesa de Gardeny, on els templers instal·laren una de les més importants comandes que l'orde posseí a la Corona d'Aragó.
Des de Gardeny, els templers controlaren diversos nuclis, més o menys homogenis, amb castells, cases i torres: Corbins, Barbens i Torres de Segre, els quals esdevingueren comandes o subcomandes més o menys dependents de la casa mare. En altres casos, les possessions del Temple s'organitzaren entorn d'un nucli, probablement més nominal que efectiu, des d'on es devia fer més eficaç l'administració de les terres; és el cas dels dominis del Segrià, de l'Urgell, de la Noguera i de part de les Garrigues. Sembla que fou immediatament després de la conquesta de la ciutat del Segre que els templers organitzaren la Comanda a Gardeny, la qual, en els primers temps, funcionà conjuntament amb la de Corbins. Per aquest motiu, tant Miret i Sans com Alan Forey creuen que Corbins fou el primer convent de les terres del Segre. El primer document conegut signat a Gardeny –en qualitat de casa templera– és una donació feta l'any 1152 de dues peces de terra a Fontanet, partida de l'horta de la ciutat, que avui és el barri de la Bordeta. El primer comanador que apareix documentat com a tal és Pere de Cartellà, l'any 1156. En els anys anteriors totes les gestions s'havien fet a nom del mestre provincial, Pere de Rovira.

### Formació del patrimoni
El patrimoni de la comanda de Gardeny es va formar a partir de les primeres donacions comtals establertes en els pactes tinguts a Girona, l'any 1143, per solucionar el famós testament del rei aragonès Alfons I el Bataller que havia deixat el seu reialme als tres ordes de Jerusalem (Temple, Hospital i Sant Sepulcre). A aquestes primeres donacions, ben aviat se n'afegiren d'altres procedents de la noblesa que havia participat en la conquesta. Els templers de Gardeny deurien rebre moltes donacions en diner, ja que són moltes les adquisicions i permutes que realitzaren per tal de concentrar propietats i racionalitzar les explotacions: la permuta, sovint acompanyada de diner, fou una de les pràctiques comercials més realitzades pels templers de Gardeny. El prestigi que anava assolint l'Orde a Lleida es fa palès en les donacions "pro anima", o per altres motius espirituals, la més significativa de les quals fou potser la que efectuà un canonge de la seu de Lleida l'any 1202. Contribuïren així mateix a la formació del patrimoni les aportacions realitzades per diversos senyors en ingressar com a frares a la Milícia o en lliurar-se com a donats. Miret recull el cas de Gombau de Ribelles, el qual feu una important donació. Al territori més proper a la ciutat (Fontanet i turó de Gardeny) i als barris de la ciutat de Lleida van anar acumulant un important patrimoni immobiliari: cases, solars, forns, cellers i obradors, en moltes de les parròquies de la ciutat, sobretot a la de Sant Llorenç. Abunden també els establiments urbans fets a sarraïns i jueus.

#### Els domenges
Els templers de Gardeny explotaven directament uns domenges (o dominicatura) amb servents –en l'inventari de 1289 publicat per Miret es comptabilitzen quaranta-tres esclaus– és a dir, una bona part de les millors terres de l'horta dels voltants del castell.

#### Els establiments a cens emfitèutic
L'extensió del domini territorial no els permetia arribar a tot arreu; per això, com en altres comandes, van cedir la major part del seus dominis a cens o en parceria. Així, l'any 1161 donaren terres a catorze habitants de Lleida per començar els cultius de les hortes de Gardeny. El 1165 set homes més reberen terra de regadiu a l'horta de la ciutat, i encara es documenten establiments (emfiteusi) d'horta a quatre homes més. Foren els anys que començà l'explotació de les hortes de Lleida: per un document de 1264 tenim notícia de molts establiments a cens que havien fet a Fontanet, a l'esquerra del Segre, al SE de la ciutat, i a l'horta de Pardinyes, a la riba dreta, al NE de la ciutat, vers Corbins. Rufea, una altra partida situada vora Gardeny, era on els templers tenien més propietats, part de les quals els pervingueren per testament de Gombau de Ribelles, qui els deixà la seva honor de vinya amb el celler i els vaixells que contenia.

#### L'explotació de propietats
També es troben a Gardeny diverses cessions a cens en moltes de les propietats urbanes. A Lleida —com a Barcelona, Tortosa i Perpinyà— els frares del Temple dugueren a terme una important activitat urbanística i feren establiments dins la ciutat per construir habitatges. Però la feina més notable que dugueren a terme en l'administració del patrimoni fou potser la política de concentració de terres en nuclis allunyats de la capital. Com es veurà més endavant, practicaren establiments col·lectius en zones despoblades: concediren cartes de població, i propiciaren la fundació i explotació de granges agropecuàries, les quals en més d'una ocasió esdevingueren sotspreceptories i fins i tot comandes autònomes.

#### El bestiar de peu rodó i d'altra mena
Una de les activitats econòmiques de Gardeny, que més han ressaltat els historiadors, fou la cria de bestiar de peu rodó. Els cavalls, les mules, els matxos i els pollins de Gardeny van ser molt apreciats -per a la guerra els primers, i per al treball els darrers- i donaren fama i prestigi a la casa. A l'Edat Mitjana aquest bestiar era molt important, ja que un cavall valia molts diners i aconseguir bones races suposava tota una especialització. En el cas dels templers, aquesta dedicació s'ha de relacionar amb la necessitat que tenien de proveir de cavalls les cases d'Orient. D'altra banda, era normal que els convents tinguessin tota mena de bestiar, que engreixaven dels productes que collien a les seves terres. En els inventaris de 1289 es fa referència a l'existència a la casa de Gardeny, en aquell moment, de 121 ovelles, 12 moltons, 11 cabres, 9 "moltons per a la taula", 71 porcs "eixivernats" –és a dir, tancats a les corts per passar l'hivern– i 19 "bacons de carn salada".

#### Els boscos i les pastures
El fet de parlar de bestiar eixivernat permet pensar en l'explotació de deveses (devesa) dels domenges de la casa; també la donació que reberen d'unes muntanyes a Baciers, al Berguedà, suggereix —ultra l'explotació del bosc: llenya, carbó, fusta– l'existència de prades on pasturar ramats de bestiar oví i boví. A Gardeny figura documentat el càrrec de "preceptor de les ovelles".

#### L'aprofitament de la força hidràulica
A Gardeny, com arreu, els templers van tenir especial interès en l'aprofitament industrial de la força hidràulica. La riquesa aqüífera de Lleida fou explotada amb nombrosos molins que han arribat als nostres dies. És evident que aquesta indústria fou una de les fonts d'ingressos més importants de la comanda, fins al punt que en la segona meitat del segle xiii hi havia un frare encarregat dels molins. Un document excepcional, estudiat per Padilla informa de la construcció el 1290 d'un molí draper de nova planta, situat prop de Lleida, a l'Areny de sant Llorenç o de la Fusteria, al costat del Segre (probablement a l'actual avinguda Blondel). Els templers dugueren a terme una gran inversió per construir aquest complex hidràulic quan el 1212 aconseguiren el domini total de la séquia per compra als Montcada de la seva part dels molins i drets sobre la séquia d'Alcarràs. El principal interès del document rau en el fet que desglossa les despeses i ingressos: la compra de material i els sous de la mà d'obra especialitzada i no especialitzada.

#### Les activitats financeres
Malgrat les poques notícies que es coneixen de les activitats financeres, cal pensar que hi foren molt importants. Forey diu que Gardeny l'any 1241 guardava diners del vescomte de Cardona i Guerau IV de Cabrera tenia una casa on es podia deixar en dipòsit tota mena de béns, fins i tot mules i presoners moros. A començaments del segle xiii Guerau de Cabrera hi tenia or, argent, gra, cavalls.

### Santa Maria de Gardeny i el pelegrinatge marià
En els darrers anys del Temple, Santa Maria de Gardeny (Castell de Gardeny) havia estat un important santuari marià on acudien devots i pelegrins. Aquest fet no té res d'estrany si es té en compte que Lleida era un punt important de la ruta compostel·lana –el mateix nom de la capella del Peu del Romeu dins la mateixa ciutat evoca el pas dels pelegrins–, on confluïen els diversos camins catalans procedents dels Pirineus i de la costa, a més del pelegrinatge arribat per mar, que es dirigien a Sant Jaume de Galícia. Els pelegrins que desembarcaven a Tarragona o Barcelona i els que procedien dels Pirineus que baixaven per Girona o per Ripoll es reunien a Lleida, després de visitar Montserrat, o Santes Creus i el Reial Monestir de Santa Maria de Poblet ; i des de Lleida prosseguien pels Monegros fins a Saragossa. Dins la història del Temple no és estrany que una comanda sigui alhora santuari marià, com és el cas de Montsaunès (Alta Garona), Villasirga (Palència) i Miravet (Ribera d'Ebre). La dedicació de Gardeny com a santuari marià es troba documentada en una carta de 1314 de Jaume II a l'arquebisbe de Tarragona. El rei comunicava al prelat que els nombrosos fidels i pelegrins que abans pujaven a visitar Santa Maria de Gardeny, ho havien deixat de fer per causa de la vida deshonesta de Berenguer de Bellvís, l'últim comanador de Montsó, que, una vegada extingit l'orde del Temple, vivia allí amb una concubina. Després de l'abolició de l'orde del Temple, la comanda de Gardeny passà als hospitalers, els quals no l'annexionaren a l'altra comanda hospitalera lleidatana, la de La Casa Antiga (Lleida), sinó que ambdues continuaren com a cases separades. En el segle xvi Gardeny passà a formar part de les quatre cambres priorals amb què fou dotat el gran prior de Catalunya. Aleshores la comanda de Gardeny estava constituïda pel castell i territori de Sudanell, Torrefarrera, Malpartit, Alcanisset (Canís) i Grallera, on el gran prior tenia tota la jurisdicció.

### Dependències
Com en els altres indrets, a les terres del Segre la importància de les donacions rebudes i la política de concentració parcel·lària va significar l'aparició de dependències que en algun cas, esdevingueren convents més o menys notables, com Corbins, Barbens i Torres de Segre-Gebut. Miret i Sans parla d'altres "comandes" (Segrià, Urgell i Bell lloc), però és probable, com succeí en altres llocs (Solsona), que fossin només nuclis territorials de descongestió administrativa de Gardeny, gestionats per un frare procurador, que de vegades ostentava el nom de "comanador". Tampoc devien tenir una comunitat de frares, ja que la seva funció era més administrativa que conventual.

### Les torres de la Sala i Na Jordana d'Artesa de Lleida
Al marge de les possessions que el Temple adquirí a la ciutat i als seus rodals immediats, foren molt importants els dominis que va anar acumulant a l'antic terme de Lleida i fins més enllà: molt aviat, l'any 1151, just després de la conquesta, començà l'activitat repobladora del Temple en terres de l'antic terme del Castell d'Àsens, avui Castelldans de les Garrigues. Mitjançant una carta de població, donaren terres a dos particulars amb el propòsit d'atreure població (Lladonosa creu que la donació correspon als actuals masos deshabitats de Melons i Matxerri del terme de Castelldans; però és més probable que fossin terres de l'actual terme d'Artesa de Lleida). Al cap de pocs anys, l'any 1158, els Anglesola i els templers, amb la col·laboració de diferents membres de la família Sala, endegaren un ambiciós projecte de colonització en aquell territori als llocs d'Avinavita, Montlleó i Artesa, termes que constitueixen l'actual municipi d'Artesa de Lleida. Forey (sense donar cap més referència) cita Montlleó com una dependència de Gardeny; qui sap si des d'allí s'administrava aquest feu d'Artesa.

### Comanda del Segrià
Un altre nucli de possessions, potser el més important, s'anà configurant al sector nord de la ciutat, en l'antic terme del Segrià. Sembla que aquests dominis, a partir de 1205, portaren el nom de "comanda del Segrià". Miret en cita una llista de comanadors. En la documentació de Gardeny, el nom de Segrià apareix ben aviat: l'any 1151, quan el comanador establí dos molins a un tal Gilabert de Cubells. Després, fins a les primeres dècades del segle xiii, s'anaren succeint donacions i operacions de tota mena, tendents a augmentar el patrimoni d'aquest sector. Amb més o menys exactitud aquest nucli estava format per possessions situades en els actuals termes municipals de Torrefarrera, Rosselló de Segrià i Vilanova de Segrià. El desig de control sobre la gent i el territori que els templers, com a bons feudals tenien, els impulsà a realitzar en aquests termes de població disseminada l'encastellament d'un grup de torres, que va afavorir el mateix comanador de Gardeny mitjançant una carta de població. Aquest encastellament va aglutinar el 1231 les torres de Riudovelles, Gilaberta, Amada, Forcada i Segrià en la vila nova de Castellnou, territoris que avui estan integrats a l'actual municipi de Vilanova de Segrià.

### Castellblanc (Malpartit)
Un encastellament, més primerenc, fou l'anomenat Castellblanc (actual Malpartit, del municipi de Torrefarrera). L'endegaren Alfons el Trobador i el comte d'Urgell, l'any 1174. A diferència del de Castellnou, aquest no fou fet pel Temple, però, tot i que ignorem com arribà al seu poder, l'any 1250 ja constava com a possessió de l'orde.

### Subcomanda d'Urgell
Un altre nucli o Subcomanda fou la d'Urgell, des de la qual es devien administrar les possessions de Balaguer i els seus rodals, ja que aquesta ciutat era la capital del comtat d'Urgell. És probable que el suposat comanador d'”Urgell” i l'anomenat preceptor de Balaguer, que apareix en el Diplomatari de Gardeny, fossin formes diverses d'anomenar la persona encarregada de l'administració d'aquestes terres. Sabem, també pel Diplomatari, que a Balaguer tenien una casa situada prop de l'horta i de la séquia vella. Les donacions que els nobles –Anglesola, Ponts– van fer als templers de Balaguer foren principalment explotacions agrícoles i hidràuliques: horta, vinyes, i terrenys perquè hi edifiquessin molins, encara que també hi ha donacions de cases a la ciutat, vora la Vilanova. Els templers, juntament amb els hospitalers, cobraven els impostos sobre el pont de Balaguer des del segle xii. A més d'aquests honors a la ciutat, van tenir, ben a prop, el castell d'el Pedrís, dins l'actual municipi de Bellcaire d'Urgell (no s'ha de confondre aquest Pedrís amb l'homònim senyorejat per l'Orde de l'Hospital que hi havia al costat del convent d'Alguaire).

### Comanda de Bell-lloc
Tot i que Miret parla, de passada, de la "comanda de Bell-lloc", aquest nom no apareix en la llista de dependències de Gardeny proposada per Forey. Tanmateix, analitzat el conjunt de possessions templeres d'aquest sector, sembla evident que la "comanda" de Bell-lloc (de Miret) i les dependències de l'Escarabat i la Torre de Bafes (de la llista de Forey), han de referir-se a un mateix àmbit: al grup de dominis format per les torres de Vinquín, Vensilló, Escarabat, Bafes, Merlet... Les de Vensilló i Vinquín (actualment municipis dels Alamús i Bell-lloc, respectivament), després que haguessin estat donades al Temple per Ramon Berenguer IV i el comte d'Urgell, foren motiu d'una repoblació patrocinada pel mestre provincial del Temple, Hug de Barçalon, qui l'any 1161 les cedí a vint homes mitjançant carta de franqueses. Pel que fa a les torres de l'Escarabat, Bafes i Merlet (avui compreses principalment en el municipi de Palau d'Anglesola), arribaren al Temple per diferents donacions de la família Anglesola, durant la segona meitat del segle xii. Així, doncs, és versemblant que aquest conjunt de possessions poguessin en algun moment haver estat objecte d'administració particularitzada, amb el nom de "Bell-lloc", "Torre de Bafes" o "Escarabat". Ara bé, en tractar-se de possessions geogràficament properes a les cases de Corbins i de Barbens, resulta difícil entreveure quines eren administrades per cada comanador; i encara més si es té en compte que la majoria d'aquells llocs procedien de donacions dels Anglesola, família que tingué un important paper en la formació del patrimoni de Corbins.

## Comanadors de Gardeny[19]
- Pere de Cartellà (Feb. 1156-Nov. 1161)
- Aymeric (Feb. 1164-Set. 1175)
- Bernat de Cornellà (Nov. 1175)
- Ramon de Concabella (Jun. 1176-Gen. 1177)
- Miró de Trilla (Feb. 1177)
- Pere Uchor (Feb.-Mar. 1178)
- Pere de Colonges (Mai. 1178-Mar.1180)
- Bernat d'Albespí (Mai. 1180-Nov. 1185)
- Bezó (Mai.1186-1189)
- Bernat de Claret (Feb. 1190-Feb. 1195)
- Pere d'Aguda (Feb. 1196)
- Bernat de Serós (Abr. 1196-Abr. 1197)
- Pere d'Aguda (Mai. -Oct. 1198)
- Bernat de Claret (Ago. 1199- ajun. 1200)
- Pere d'Aguda (Ago.1200)
- Guillem Amill (Abr. 1201-Mai. 1203)
- Bernat de Claret (Set.1203-Mar. 1206)
- Guillem de Montrodon (Ago. 1206-Feb. 1212)
- Ramon Berenguer d'Àger (Mar. 1212-Feb. 1215 (amb Montsó)
- Bernat de Claret (Mai. 1215-Nov. 1216)
- Jofre de Castellnou (Des. 1216- Set. 1221)
- Ramon de Cervera (Des. 1222- Jun. 1223)
- Ramon de Serra (Oct. 1223-Feb. 1228)
- Jordà de Peralta (Mar. 1228- Gen. 1230)
- Rigal de Roca (Mar. -Abr. 1230)
- Gullem de Mont (Jul. 1231- Des. 1233)
- Pere de Campfret (Des. 1233- Gen. 1239)
- Guillem de Cardona (Jun. 1239- Mar. 1243)
- Pere Eiximèn (Mai.-Ago. 1243)
- Ponç d'Oltrera (Gen. Mai. 1244)
- Bernat d'Altarriba (Mai.- Nov. 1245)
- Guillem d'Anglesola (Feb. 1246- Gen. 1247)
- Guillem de Tordó (Oct. 1247- Abr. 1249)
- Bernat d'Altarriba (Set. 1249- Mar. 1251)
- Guillem d'Alcalà (Set. 1251-Feb. 1252)
- Jaume de Timor (Mar. 1252-Ago. 1254)
- Guillem d'Alcalà (Oct. 1254)
- Ramon Berenguer d'Àger (Mai. 1255-Mar. 1260 (amb Corbins)
- Bernat d'Altarriba (Jun. 1260- Feb. 1261)
- Ramon Berenguer d'Àger (Set. 1261- Mar. 1262)
- Pere de Queralt (Abr. 1265- Feb. 1267- Set. 1267)
- Vacant (Ago.-Set. 1267 -Gen, 1268)
- Bernat d'Altarriba (Mai. 1268- Set. 1269)
- Arnau de Timor (Nov. 1269-Feb. 1271)
- Vacant (Jul. 1271)
- Ramon de Bacó (Ago. 1271)
- Vacant (Feb. 1272- Abr. 1272)
- Ramon de Bacó (Mai. 1272- Abr. 1274)
- Guillem de Miravet (Jul. 1274- Abr. 1284)
- Pere de Tous (Mai. 1284- Abr. 1286)
- Bernat de Montoliu (Abr. 1286- Mar. 1290)
- Pere de Vilalba (Abr. 1290- Mar. 1292)
- Arnau de Timor (Mai.-Nov. 1292)
- Vacant
- Ramon Oliver (Ago. 1294- Mar. 1297)
- Pere de Vilalba (Mai. 1297- Feb. 1298)
- Arnau de Torroella (Mai. 1298- Oct. 1301)
- Vacant (1302-7)
- Arnau de Banyuls (1307)